# Chinmayananda

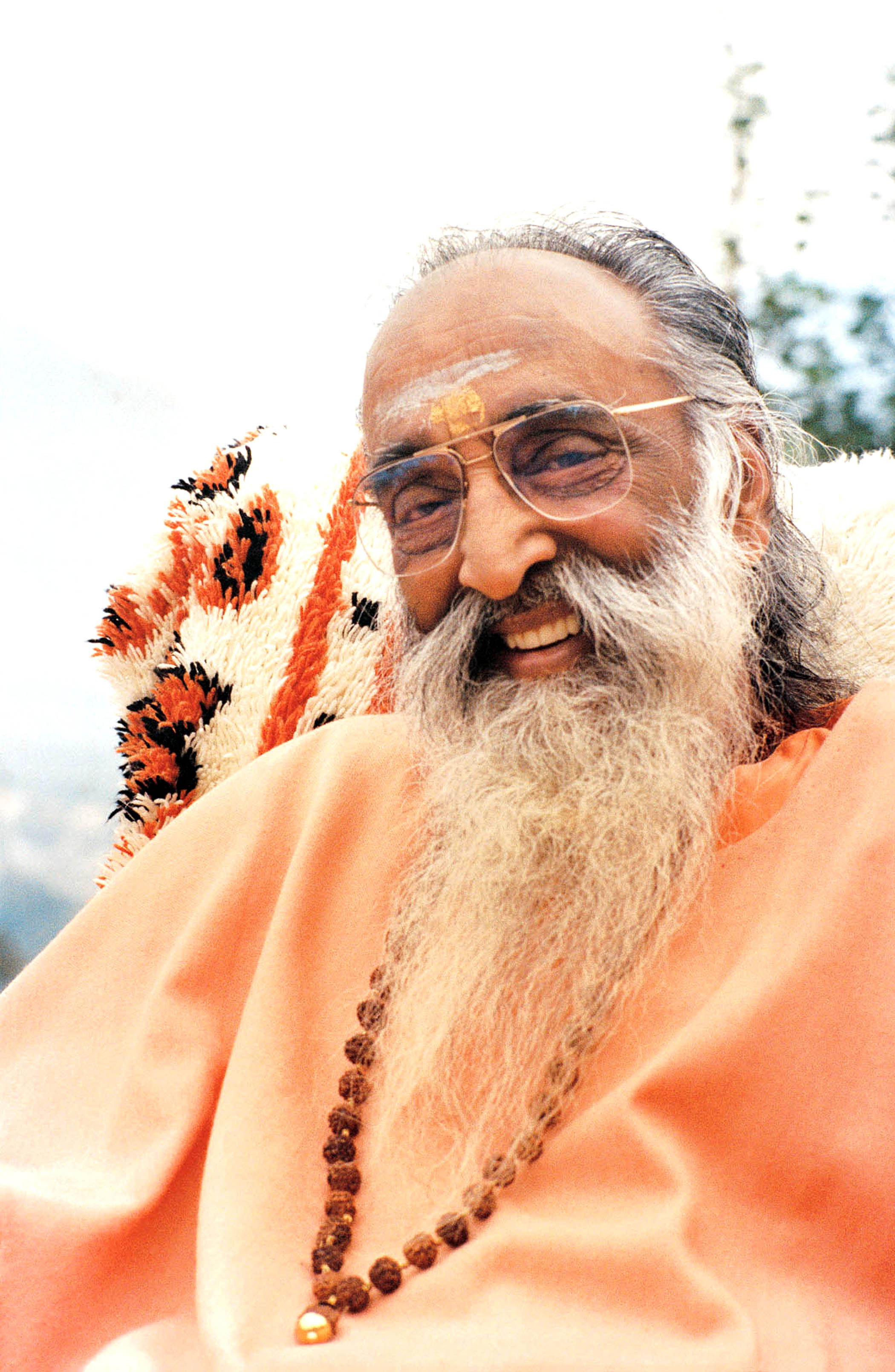
Chinmayananda

Swami Chinmayananda  (IAST: Svāmī Cinmayānanda Sarasvatī ; Hindi: स्‍वामी चिन्‍मयानन्‍द ; * 8. Mai 1916 in Ernakulam, Kerala; † 3. August 1993 in San Diego, USA ; bürgerlicher Name: Balakrishna Menon) ist ein Lehrer des modernen Hinduismus und Begründer der Chinmaya-Mission.

## Leben
Chinmayananda wurde in Ernakulam in Kerala als Poothampalli Balakrishnan Menon geboren und wuchs in einer sehr gläubigen Hindu-Familie, die strikt die Traditionen in Kerala befolgte. Er besuchte eine moderne englische Schule, wo er auch Malayalam und Sanskrit lernte. 1940 begann er sein Studium an der Lucknow University und schloss sich 1942 der indischen Unabhängigkeitsbewegung an, weshalb er mehrere Monate im Gefängnis zu verbringen hatte. 1945 graduierte er in Jura und begann anschließend eine journalistische Laufbahn beim The National Herald in Delhi, da er hoffte, dadurch Einfluss auf politische, ökonomische und soziale Reformen in Indien nehmen zu können.
Sein Leben änderte sich jedoch grundlegend, als er 1947 in Rishikesh Swami Sivananda traf und dadurch Interesse am hinduistischen Weg gewann. Er hielt sich immer wieder einige Zeit in Rishikesh auf, verfolgte aber weiterhin seine journalistische Karriere in Delhi. 1949 trat Balakrishna Menon schließlich endgültig in den Ashram ein, erhielt die Initiation und wurde Samnyasin bei Swami Sivananda. Er bekam den Namen Chinmayananda (derjenige, der Glückseligkeit und absolutes Bewusstsein erreicht hat) und studierte einige Zeit im Ashram. Für ihn stand jedoch fest, dass der Weg des Jnana Yoga (Yoga des Wissens) der richtige für ihn sei. Sivananda erkannte Chinmayanandas Potential und schickte ihn nach Uttarkashi im Himalaya, um bei dem großen Guru Tapovan Maharaj zu lernen, wo Chinmayananda zwölf Jahre studierte. Am Ende seiner Ausbildung entschied er sich, seine Lehren auf der ganzen Welt zu verbreiten.
Sein Anliegen war, das reiche Wissen der Rishis (Weisen) zu den Menschen zu bringen und somit ein Wiederaufleben der moralischen und spirituellen Werte der ganzen Nation zu bewirken, bei der er einen Abfall von den philosophischen Prinzipien des Vedanta konstatierte. Sein Ziel war: „To convert Hindus to Hinduism“ (Hindus zum Hinduismus zu bekehren).
Dies war keine einfache Aufgabe, da bislang das Studium der heiligen Schriften in Indien nicht öffentlich möglich war, sondern nur von Priestern überliefert wurde. Seine öffentlichen Vorträge, die zudem in Englisch, der Sprache der Kolonialherren stattfanden, stießen auf Ressentiments der Etablierten. Neben seinen Vorträgen verfasste Chinmayananda Kommentare zu Texten des Vedanta, wie den Upanishaden, sowie zahlreiche Bücher zu allgemeinen religiösen Fragen, die viele aus dem modernen Leben gegriffene Anwendungsbeispiele enthalten.
Während der vierzig Jahre des Reisens und Lehrens wurden zahlreiche Zentren und Ashrams auf der ganzen Welt eröffnet; ebenso wurden Schulen und Krankenhäuser errichtet. Sein Verdienst lag darin, die Lehre des Vedanta für alle Interessierten erreichbar gemacht zu haben, unabhängig von Alter, Nationalität oder religiösem Hintergrund.
Sein Lebenswerk, die Chinmaya Mission, ist heute neben Indien vor allem in den USA vertreten.